# Krzywica (Białoruś)
Krzywica (biał. Крывіца, Krywica; ros. Кривица, Kriwica) – wieś na Białorusi, w obwodzie brzeskim, w rejonie janowskim, w sielsowiecie Soczewki.

## Historia
W dwudziestoleciu międzywojennym leżała w Polsce, w województwie poleskim, w powiecie drohickim, do 12 kwietnia 1928 w gminie Drużyłowicze, następnie w gminie Janów. W 1921 wieś liczyła 266 mieszkańców, zamieszkałych w 39 budynkach. Wszyscy oni byli Białorusinami wyznania prawosławnego.
Po II wojnie światowej w granicach Związku Sowieckiego. Od 1991 w niepodległej Białorusi.